# ذات السبيبة
ذات السبيبة (الاسم العلمي: Bostrichus)، جنس حشرات خنفسية من غمديات الأجنحة وفصيلة ذوات السبيبة. أعطانها المنطقة القطبية الشمالية القديمة (بما في ذلك أوروبا) والشرق الأدنى وشمال أفريقيا.